# ヨングPSV
ヨング・フィリップス・スポルト・フェレニヒング（オランダ語: Jong Philips Sport Vereniging）は、オランダ・アイントホーフェンに本拠地を置くPSVアイントホーフェンのリザーブチームである。2019-20シーズンはエールステ・ディヴィジに所属する。

## 歴史
2016年まで実施されていたベロフテン・エールディヴィジでは4回の優勝を飾っており、ヨング・アヤックスの次に優勝回数が多い。エールステ・ディヴィジ参入以降はこの2部の舞台で安定した成績を残している。
また、所属できる選手には制限があり、23歳以下であること、トップチームで公式戦に150試合以上出場した選手はこのチームに所属することができない。

## 歴代監督
- エルニエ・ブランツ 1993-1998
- エルウィン・クーマン 1998-2001
- レネー・エイェル 2001-2004
- リカルド・モニス 2005
- アントン・ヤンセン 2006-2010
- マルコ・ルーロフセン 2010-2013
- ダリイェ・カレジッチ 2013-2015
- パスカル・ヤンセン 2015-2017
- デニス・ハール 2017-2019
- ペテル・ウネケン 2019-